# Evelina Settlin
Evelina Settlin est une fondeuse suédoise, née le 5 juin 1992.

## Biographie
Evelina Settlin fait ses débuts en compétition officielle lors de la saison 2008-2009, y gagnant déjà trois courses pour les jeunes en Suède cet hiver.
En janvier 2012, elle monte sur son premier podium dans la Coupe de Scandinavie dans un sprint à Asarna.
Aux Championnats du monde junior 2012, elle gagne deux médailles d'argent, sur le sprint et le relais.  Lors des Championnats du monde des moins de 23 ans, elle compte trois top dix à son actif, dont une quatrième place sur le dix kilomètres libre en 2015 à Almaty.
Elle démarre en Coupe du monde quelques semaines plus tard à Drammen. Elle marque ses premiers points lors du Tour de ski 2013-2014 avec une 11e du sprint libre d'Oberhof. Elle obtient son premier top 10 en novembre 2015 à Ruka avec une 9e place en sprint.
En novembre 2018, elle est notamment quatrième du sprint libre du mini-Tour de Lillehammer, son meilleur résultat jusque là dans la Coupe du monde et sa première finale en sprint. Aussi performante en distance, elle obtient son premier podium dans un relais disputé à Ulricehamn en janvier 2019. Comptant un autre top dix sur le trente kilomètres d'Holmenkollen (9e), elle enregistre son meilleur classement général final avec une 24e place.
En février 2019, elle prend part à ses premiers championnats du monde à Seefeld, arrivant treizième du skiathlon.

## Palmarès

### Championnats du monde
| Épreuve / Édition     | Sprint | Sprint                           | 10 km                            | 10 km     | Skiathlon 2 × 7,5 km | 30 km | Relais | Relais   |
| Épreuve / Édition     | libre  | classique                        | libre                            | classique | Skiathlon 2 × 7,5 km | 30 km | Sprint | 4 × 5 km |
| Mondiaux 2019 Seefeld | —      | Épreuve inexistante à cette date | Épreuve inexistante à cette date | —         | 13e                  | —     | —      | —        |

Légende :
- : pas d'épreuve
- — : Non disputée par Settlin

### Coupe du monde
- Meilleur classement général : 24e en 2019.
- Meilleur résultat individuel : 4e.
- 3 podiums par équipes : 1 deuxième place et 2 troisièmes places.

#### Classements par saison
| Saison / Épreuve | Saison / Épreuve | Général | Général | Distance | Distance | Sprint | Sprint |
| Saison / Épreuve | Saison / Épreuve | Class.  | Points  | Class.   | Points   | Class. | Points |
| ---------------- | ---------------- | ------- | ------- | -------- | -------- | ------ | ------ |
| 2014             | 2014             | 90e     | 28      |          |          | 59e    | 28     |
| 2015             | 2015             | 110e    | 7       |          |          | 69e    | 7      |
| 2016             | 2016             | 50e     | 67      | 44e      | 31       | 42e    | 36     |
| 2017             | 2017             | 50e     | 102     | 38e      | 63       | 60e    | 15     |
| 2018             | 2018             | 49e     | 124     | 58e      | 30       | 32e    | 66     |
| 2019             | 2019             | 24e     | 332     | 22e      | 147      | 22e    | 133    |
| 2020             | 2020             | 59e     | 60      | 61e      | 15       | 47e    | 29     |
| 2021             | 2021             | 103e    | 9       | 68e      | 9        | -      | -      |

### Championnats du monde junior
- Médaille d'argent du sprint libre et du relais en 2012 à Erzurum.

### Coupe de Scandinavie
- 5 podiums.